# جورما تاکونی
جورما تاکونی (انگلیسی: Jorma Taccone؛ زادهٔ ۱۹ مارس ۱۹۷۷) بازیگر سینما، فیلم‌نامه‌نویس، و بازیگر تلویزیون اهل ایالات متحده آمریکا است.
از فیلم‌ها یا برنامه‌های تلویزیونی که وی در آن نقش داشته‌است می‌توان به دیدبان، الگوها، سرزمین گمشدگان، بزرگ‌شده‌ها ۲، و ستاره‌های پاپ: هرگز متوقف نمی‌شوند اشاره کرد.

## گزیده فیلم‌شناسی

### سینمایی
- الگوها (فیلم)
- سرزمین گمشدگان
- دیدبان (فیلم ۲۰۱۲)
- بزرگ‌شده‌ها ۲
- فیلم لگو
- همسایه‌ها (فیلم ۲۰۱۴)
- ستاره‌های پاپ: هرگز متوقف نمی‌شوند
- لک‌لک‌ها (فیلم)
- مرد عنکبوتی: به درون دنیای عنکبوتی
- افرادی که در عروسی از آن‌ها متنفریم

### تلویزیون
- پخش زنده شنبه شب
- دختران (مجموعه تلویزیونی آمریکایی)
- آبشار جاذبه
- کمدی بنگ!بنگ!
- پارک‌ها و تفریحات
- بروکلین نه-نه

### نویسنده
- پخش زنده شنبه شب
- ستاره‌های پاپ: هرگز متوقف نمی‌شوند

### کارگردان
- پارک‌ها و تفریحات
- بروکلین نه-نه
- ستاره‌های پاپ: هرگز متوقف نمی‌شوند